# Nogaro Bilbao
Le Nogaro Bilbao est un club de hockey sur glace espagnol basé à Bilbao, dans la Communauté autonome du Pays basque.

## Histoire
Basé dans le quartier de Nogaro, le club éponyme fut la première équipe de la ville de Bilbao à participer au Championnat d'Espagne de hockey sur glace lors de la saison 1974-1975.
Affublé d'une anonyme place au classement final, le club décide de changer de patinoire, de financement et finalement de nom, devenant ainsi le glorieux Casco Viejo Bilbao.

## Historique
| Saison    | Championnat | Coupe d'Espagne | Coupe d'Europe |
| --------- | ----------- | --------------- | -------------- |
| 1974-1975 | ?           | ?               | -              |